# Clarisia biflora
Clarisia biflora är en mullbärsväxtart som beskrevs av Hipólito Ruiz López och Pav.. Clarisia biflora ingår i släktet Clarisia och familjen mullbärsväxter. Inga underarter finns listade i Catalogue of Life.